# Cocconotus wheeleri
Cocconotus wheeleri är en insektsart som beskrevs av Morgan Hebard 1927. Cocconotus wheeleri ingår i släktet Cocconotus och familjen vårtbitare. Inga underarter finns listade i Catalogue of Life.